# Exocentrus keiichii
Exocentrus keiichii är en skalbaggsart som beskrevs av Tsuyuki 1999. Exocentrus keiichii ingår i släktet Exocentrus och familjen långhorningar.
Artens utbredningsområde är Taiwan. Inga underarter finns listade i Catalogue of Life.